# Jean Toulout
Jean Joseph Charles Toulout (Parigi, 28 settembre 1887 – Parigi, 23 ottobre 1962) è stato un attore, regista e sceneggiatore francese.
In cinquant'anni di carriera prese parte ad oltre 100 film, lavorando con registi quali Abel Gance, Marcel L'Herbier e Jean Delannoy.
Dal 1917 al 1926 fu sposato con l'attrice francese Yvette Andréyor, con la quale girò alcuni film.

## Biografia
Attivo sin dall'epoca de muto, durante la quale alterna l'attività cinematografica a quella teatrale, prende parte ai primi film del regista Abel Gance e nel 1929 interpreta Pratti Della Corba in Les trois masques di André Hugon, primo film sonoro francese.
Dopo Le tampon du capiston del 1930, diretto insieme a Joe Francis, nel 1934 dirige La reine de Biarritz, del quale è anche sceneggiatore e interprete.
Chiude la carriera alla fine degli anni cinquanta partecipando anche ad alcune produzioni televisive.

## Filmografia

### Attore

#### Cortometraggi
- La Maison des lions, regia di Louis Feuillade (1912)
- La maschera dell'orrore (Le Masque d'horreur), regia di Abel Gance (1912)
- Jacques l'honneur, regia di Henri Andréani (1913)
- Fascination, regia di Gérard Bourgeois (1913)
- L'Arriviste, regia di Gaston Leprieur (1914)
- La morte dei figli di Re Eduardo (Les Enfants d'Édouard), regia di Henri Andréani (1914)
- La Goualeuse, regia di Alexandre Devarennes e Georges Monca (1914)
- È per gli orfanelli (C'est pour les orphelins), regia di Louis Feuillade (1916)
- Léda, di anonimo (1916)
- Le Procureur Lesnin, regia di Jacques de Baroncelli (1917)
- Le Porteur aux Halles, regia di Gaston Leprieur (1917)
- La petite mobilisée, regia di Gaston Leprieur (1917)
- Trois familles, regia di Alexandre Devarennes (1919)
- Max nel castello degli spettri (Au secours!), regia di Abel Gance (1924)

#### Lungometraggi
- La Digue, regia di Abel Gance (1911) - inedito
- Il negro bianco (Le nègre blanc), regia di Abel Gance (1912)
- Ci son dei piedi sul soffitto (Il y a des pieds au plafond), regia di Abel Gance (1912)
- L'Homme qui assassina, regia di Henri Andréani (1913)
- Toinon la ruine, regia di Alexandre Devarennes (1916)
- L'autre, regia di Louis Feuillade (1917)
- La decima sinfonia (La Dixième Symphonie), regia di Abel Gance (1918)
- La petite mobilisée, regia di Pierre Bressol (1919)
- La mission du Docteur Klivers, regia di Pierre Bressol (1919)
- La faute d'Odette Maréchal, regia di Henry Roussel (1920)
- Jacques Landauze, regia di André Hugon (1920)
- La fête espagnole, regia di Germaine Dulac (1920)
- La belle dame sans merci, regia di Germaine Dulac (1920)
- La nuit du 13, regia di Henri Fescourt (1921)
- Mathias Sandorf, regia di Henri Fescourt (1921)
- Chantelouve, regia di Georges Monca e Rose Pansini (1921)
- La vivante épingle, regia di Jacques Robert (1921)
- Le roi de Camargue, regia di André Hugon (1922)
- Judith, regia di Georges Monca e Rose Pansini (1922)
- Le diamant noir, regia di André Hugon (1922)
- Le crime de Monique, regia di Robert Péguy (1922)
- Notre Dame d'amour, regia di André Hugon (1923)
- La garçonne, regia di Armand du Plessy (1923)
- Le mariage de minuit, regia di Armand du Plessy (1923)
- La rue du pavé d'amour, regia di André Hugon (1923)
- La conquête des Gaules, regia di Yan B. Dyl e Marcel Yonnet (1923)
- I miserabili (Les Misérables), regia di Henri Fescourt (1925)
- Titi premier, roi des gosses, regia di René Leprince (1926)
- Antoinette Sabrier, regia di Germaine Dulac (1927)
- Princesse Masha, regia di René Leprince (1928)
- Jenseits der Straße - Eine Tragödie des Alltags, regia di Leo Mittler (1929)
- Il conte di Montecristo (Monte Cristo), regia di Henri Fescourt (1929)
- Les trois masques, regia di André Hugon (1929)
- Nuits de princes, regia di Marcel L'Herbier (1930)
- Tenerezza (La tendresse), regia di André Hugon (1930)
- Le poignard malais, regia di Roger Goupillières (1931)
- L'ensorcellement de Séville, regia di Benito Perojo (1931)
- Le marchand de sable, regia di André Hugon (1932)
- La croix du sud, regia di André Hugon (1932)
- L'épervier, regia di Marcel L'Herbier (1933)
- Il principe di Kainor (Le petit roi), regia di Julien Duvivier (1933)
- Fedora, regia di Louis J. Gasnier (1934)
- La cinquième empreinte, regia di Karl Anton (1934)
- Notti moscovite (Les nuits moscovites), regia di Alexis Granowsky (1934)
- Uno della montagna (Un de la montagne), regia di Serge de Poligny e René Le Hénaff (1934)
- La reine de Biarritz, regia di Jean Toulout (1934)
- Il più bel sogno (Le bonheur), regia di Marcel L'Herbier (1935)
- Le vertige, regia di Paul Schiller (1935)
- Un homme de trop à bord, regia di Gerhard Lamprecht e Roger Le Bon (1935)
- Taras Bulba (Tarass Boulba), regia di Alexis Granowsky (1936)
- Le faiseur, regia di André Hugon (1936)
- Les gais lurons, regia di Paul Martin e Jacques Natanson (1936)
- Les mariages de Mademoiselle Lévy, regia di André Hugon (1936)
- Notti di fuoco (Nuits de feu), regia di Marcel L'Herbier (1937)
- Perdizione (La danseuse rouge), regia di Jean-Paul Paulin (1937)
- La chanson du souvenir, regia di Serge de Poligny e Douglas Sirk (1937)
- Double crime sur la ligne Maginot, regia di Félix Gandéra (1937)
- Le porte-veine, regia di André Berthomieu (1937)
- Monsieur Bégonia, regia di André Hugon (1937) - non accreditato
- Miarka, la fille à l'ourse, regia di Jean Choux (1937)
- La rue sans joie, regia di André Hugon (1938) - non accreditato
- Le héros de la Marne, regia di André Hugon (1938)
- Prince de mon coeur, regia di Jacques Daniel-Norman (1938)
- Entente cordiale, regia di Marcel L'Herbier (1939)
- Cas de conscience, regia di Walter Kapps (1939)
- La prière aux étoiles, regia di Marcel Pagnol (1941)
- La neige sur les pas, regia di André Berthomieu (1942)
- La croisée des chemins, regia di André Berthomieu (1942)
- La sévillane, regia di André Hugon e Jorge Salviche (1943)
- Le chant de l'exilé, regia di André Hugon (1943)
- Ne le criez pas sur les toits, regia di Jacques Daniel-Norman (1943)
- Voglio sposare mia moglie (Arlette et l'amour), regia di Robert Vernay (1943)
- La parola alla spada (La Rabouilleuse), regia di Fernand Rivers (1944)
- Il cavaliere di Lagardere (Le bossu), regia di Jean Delannoy (1944)
- Peloton d'exécution, regia di André Berthomieu (1945)
- Vertiges, regia di Richard Pottier (1947)
- Le diamant de cent sous, regia di Jacques Daniel-Norman (1948)
- L'eredità di Fernandel (L'armoire volante), regia di Carlo Rim (1948)
- Il segreto di Mayerling (Le secret de Mayerling), regia di Jean Delannoy (1949)
- Docteur Laennec, regia di Maurice Cloche (1949)
- La donna nuda (La femme nue), regia di André Berthomieu (1949)
- Le derelitte (Les deux gamines), regia di Maurice de Canonge (1951)
- Edoardo e Carolina (Édouard et Caroline), regia di Jacques Becker (1951)
- Jamais deux sans trois, regia di André Berthomieu (1951)
- La fugue de Monsieur Perle, regia di Pierre Gaspard-Huit e Roger Richebé (1952)
- I gioielli di Madame de... (Madame de...), regia di Max Ophüls (1953) - non accreditato
- Prima del diluvio (Avant le déluge), regia di André Cayatte (1954) - non accreditato
- Domanda di grazia (Obsession), regia di Jean Delannoy (1954)
- Il fantastico Gilbert (Le pays d'où je viens), regia di Marcel Carné (1956)
- Partita a tre (Trois jours à vivre), regia di Gilles Grangier (1957)

#### Attore televisivo
- L'affaire Lacenaire, regia di Jean Prat (8 febbraio 1957) - episodio della serie En votre âme et conscience
- L'affaire Weidmann, regia di Jean Prat (22 ottobre 1957) - episodio della serie En votre âme et conscience
- Clarisse Fenigan, regia di Jean Prat (12 agosto 1959) - TV movie

### Regista
- Le tampon du capiston, co-diretto con Joe Francis (1930)
- La reine de Biarritz (1934)

### Sceneggiatore
- Lévy et Cie, regia di André Hugon (1930)
- Moritz macht sein Glück, regia di Jaap Speyer (1931)
- La femme et le rossignol, regia di André Hugon (1931)
- Le marchand de sable, regia di André Hugon (1932)
- La reine de Biarritz, regia di Jean Toulout (1934)

### Doppiatore
- Donald Crisp in Com'era verde la mia valle (How Green Was My Valley)  (1941, l'edizione francese è del 1946)
- Nigel Bruce in Luci della ribalta (Limelight) (1952)

## Attività teatrale
- Marion de Lorme di Victor Hugo (1907)
- La Fille de Pilate di René Fauchois (1908)
- L'Hirondelle di Ath. Moreux e J. Pérard, regia di Firmin Gémier (1911)
- Le Procureur Hallers di Louis Forest e Henry de Gorsse, regia di Firmin Gémier (1913)
- Le Vertige di Charles Méré, regia di André Brulé (1922)
- Le Carnaval de l'amour di Charles Méré, regia di Émile Couvelaine (1928)
- Tristan et Iseut di Lucien Fabre, regia di Alfred Pasquali (1945)
- Nous irons à Valparaíso di Marcel Achard, regia di Pierre Blanchar (1947-1948)
- Il diavolo e il buon Dio di Jean-Paul Sartre, regia di Louis Jouvet (1951)
- Nekrassov di Jean-Paul Sartre, regia di Jean Meyer (1955)
- Anastasia di Marcelle Maurette, regia di Jean Le Poulain (1955)
- Les Trois Chapeaux claque di Miguel Mihura, regia di Olivier Hussenot (1959)